# ایشتوان اوستریچ
ایشتوان اوستریچ (انگلیسی: István Osztrics؛ زادهٔ ۲۵ دسامبر ۱۹۴۹) شمشیرباز اهل مجارستان بود.
وی در مسابقات کشوری و بین‌المللی در مجموع برندهٔ ۱ مدال طلا شده‌است.